# Inárcs-Kakucs vasútállomás
Inárcs-Kakucs vasútállomás egy Pest vármegyei vasútállomás, a MÁV üzemeltetésében. Inárcs belterületének délnyugati szélén helyezkedik el, közvetlenül az 5-ös főúttól a községbe vezető 46 108-as számú mellékút mellett, pár száz méterre az út szintbeli vasúti keresztezésétől. A másik névadó település, a szomszédos Kakucs központjától légvonalban mintegy 3,5, közúton körülbelül 4,5 kilométer távolságra helyezkedik el.

## Története
1889 júniusában nyílt meg, még megállóhelyként, a Budapest–Lajosmizse-vasútvonal átadásával egy időben. Tervezésekor ugyanis még nem számoltak ezen a szakaszon vasútállomás létrehozásával, az 1888-ban kiadott engedély csak egy 200 méter hosszúságú üzemi kitérő létesítésére adott lehetőséget. Abban az időben mindkét névadó település, Inárcs és Kakucs lakott területei a mainál kissé távolabb estek a vasúti nyomvonaltól, Inárcs község belterülete is csak a megállóhely megnyitása után "húzódott ki" a vágányokig.
Eredetileg három vágányos kialakítású volt, amelynek a második vágánya volt az átmenő fővágány, az első vágány mellett a Dabas felé eső oldalon raktárak létesültek, az Ócsa felé eső oldalon pedig nyilvános rakodóhely volt.
Az 1960-as években a Szovjet Hadsereg egy fontos bázisa épült fel az Inárcstól keletre lévő erdőkben, ehhez az állomás dabasi kijáratától kiindulóan több kilométeres iparvágányt létesítettek. A katonák itteni jelenlétének további jeleit képezték a harmadik vágány mellett évtizedeken át tárolt katonai hídprovizóriumok is.
Az 1990-es évek elején az első vágánynak a felvételi épület előtti szakaszát felszedték, az így létesült két csonkavágányt attól kezdve csak nagyon ritkán használták. Szintén akkoriban szűnt meg a forgalom a katonai bázis iparvágányán is, amelyet egy ideig még kocsik tárolására használtak, majd több szakaszban fel is szedték a felépítményét. Az 1990-es évek végére az állomás harmadik vágánya is olyan kritikus műszaki állapotba került, hogy Inárcs-Kakucs többé nem volt képes vonattalálkozások lebonyolítására. Az állomás ezzel lényegében megállóhellyé degradálódott vissza, egyike lett a 142-es vasútvonal kedvezőtlen forgalmi adottságait eredményező szűk keresztmetszetek egyikének.
2012-ben az állomást az elővárosi jellegű forgalom követelményeit szem előtt tartva csaknem teljes egészében átépítették. A régi vágányokat és a szovjet iparvágány maradványait teljesen felszedték. Az újjáépített állomáson mindössze két vágány maradt, ezek közül az első vágány lett az átmenő fővágány. A két vágány között magasított szigetperon épült térvilágítással. A következő években alakították ki az egykori rakodóhelyek helyén a P+R parkolókat.

## Áthaladó vasútvonalak
- Budapest–Lajosmizse–Kecskemét-vasútvonal (142)

## Közúti megközelítése
Az állomás közúti megközelítését a 46 108-as számú mellékút teszi lehetővé.
Közösségi közlekedéssel a Volánbusz 611-es járatával érhető el.

## Forgalom
| Járat | Útvonal | Gyakoriság |
| ----- | --- | ---------- |
| S21   | Budapest-Nyugati – Zugló – Kőbánya alsó – Kőbánya-Kispest – Kispest – Pestszentimre felső – Pestszentimre – Gyál felső – Gyál – Felsőpakony – Ócsa – Inárcs-Kakucs – Dabas – (Gyón – Hernád – Örkény – Táborfalva – Felsőlajos – Lajosmizse – Lajosmizse alsó – Klábertelep – Felsőméntelek – Méntelek – Alsóméntelek – Nagynyír – Hetényegyháza – Úrihegy – Miklóstelep – Kecskemét-Máriaváros – Kecskemét alsó – Kecskemét) | Óránként   |